# Stewart (rivière)
Pour les articles homonymes, voir Stewart.
La rivière Stewart est un cours d'eau du Yukon au Canada, de 533 kilomètres de long. C'est un affluent du Yukon.

## Géographie
Elle prend sa source dans les montagnes Selwyn, à la frontière entre les Territoires du Nord-Ouest et du Yukon. De là, elle se dirige vers l'ouest, passe à Mayo. Elle est croisée par la Klondike Highway au niveau de Stewart Crossing, et longe cette route pendant environ 56 kilomètres. Le village abandonné de Stewart River est situé à son confluent avec le Yukon.

## Histoire
La rivière Stewart a été explorée par Robert Campbell, de la Compagnie de la Baie d'Hudson, en 1850. Il lui a donné le nom d'un de ses amis de la Compagnie. La rivière n'a pas été exploitée jusqu'à la Ruée vers l'or du Klondike. Toutefois, la rivière était assez éloignée de la rivière Klondike et des zones d'exploitation minière les plus connues. Seuls des prospecteurs isolés et des compagnies mineures cherchaient des minéraux sur ses rives. C'est ainsi qu'en 1914 un important filon d'argent fut découvert sur un de ses affluents, et en 1918, un autre, plus important, à Keno.
Les extractions minières s'intensifièrent en 1923, la valeur des mines d'argent de la rivière Stewart dépassant celle de l'or trouvé dans la rivière Klondike. Cependant, les eaux de la Stewart étant plus profondes que celles du fleuve Yukon, il a fallu construire de nouveaux modèles de bateaux à vapeur, qui ont été utilisés jusqu'à la construction de la route, après la Seconde Guerre mondiale. Un exemplaire de ces bateaux est actuellement montré à la Cité de Dawson.